# Doris Seck
Doris Seck (* 14. Juli 1923 in Saarbrücken; † 10. Februar 2015 in Göttingen) war eine deutsche Autorin und Journalistin.

## Leben
Nach dem Besuch des Mädchenrealgymnasiums Saarbrücken, an dem Doris Seck 1942 das Abitur ablegte, folgte eine Zeit als „Arbeitsmaid“ beim Reichsarbeitsdienst, bevor sie 1943 bis 1944 in München u. a. Kunst- und Literaturgeschichte studierte. Nach einer Tätigkeit als Dolmetscherin bei der Stadt Saarbrücken (1945–1947), nahm sie das Studium an der Universität Toulouse auf, wo sie 1948 das Diplom für Französisch erwarb und dort 1951 auch zum  Dr. phil. promoviert wurde. Sie arbeitete danach als Sekretärin der Geschäftsführung des Nationalen Olympischen Komitees des Saarlandes und ab 1956 als Direktionsassistentin der Saarland-Sporttoto GmbH.
Seck, die ihren ersten Zeitungsartikel bereits mit 17 Jahren geschrieben haben soll, trat später als Lokal- und Regionaljournalistin für die Saarbrücker Zeitung hervor und veröffentlichte eine Reihe von Büchern mit Bezug zum Saarland.
Ihren Lebensabend verbrachte die in ihren letzten Jahren pflegebedürftige Doris Seck in einem Seniorenheim im Göttingen.

## Auszeichnungen
1993: Saarländischer Verdienstorden.

## Schriften
- Saarländische Kriegsjahre. Es begann vor 40 Jahren. Buchverlag Saarbrücker Zeitung, Saarbrücken [1979], ISBN 3-922807-15-1.
- Saarländische Kriegsjahre II. Unternehmen Westwall. Buchverlag Saarbrücker Zeitung, Saarbrücken 1980, ISBN 3-922807-05-4.
- Nachkriegsjahre an der Saar. Aufbruch in eine neue Zeit. Das Saarland von 1945 bis 1950. Buchverlag Saarbrücker Zeitung, Saarbrücken 1982, ISBN 3-922807-17-8.
- (mit Paul Peters) Die Stunde Null. Das Kriegsende an der Saar. Buchverlag Saarbrücker Zeitung, Saarbrücken 1986, ISBN 3-922807-34-8.
- Der Erbprinz. Heinrich von Nassau-Saarbrücken und seine Zeit. Buchverlag Saarbrücker Zeitung, Saarbrücken 1986, ISBN 3-922807-36-4.
- Die Gräfin von Ottweiler. Das bewegte Leben der Katharina Kest. SDV, Saarbrücken 1996, ISBN 3-930843-03-X.
- Saarbrücken auf den ersten Blick. Wartberg, Gudensberg-Gleichen 1999, ISBN 3-861346-11-7.
- Das Saarland in den 60er Jahren. Lebensgefühl einer Generation. Wartberg, Gudensberg-Gleichen 2002, ISBN 3-861349-31-0.
- Zeitreise durch das Saarland. Ausflüge in die Geschichte Ihrer Region. Wartberg, Gudensberg-Gleichen 2003, ISBN 3-831311-38-2.
- Die Nacht, als Saarbrücken unterging. 5. Oktober 1944. Wartberg, Gudensberg-Gleichen 2004, ISBN 3-831314-79-9.
- Saarbrücken. Geschichten vom Aufbruch und Neubeginn. Ein Tagebuch der Nachkriegszeit. Wartberg, Gudensberg-Gleichen 2005, ISBN 3-831314-94-2.